# Передо Лейге, Антонио
Антонио Передо Лейге (исп. Antonio Peredo Leigue; 12 января 1936 — 2 июня 2012) — боливийский революционер, журналист, старший из братьев Передо Лейге, член «Движения к социализму», кандидат в вице-президенты страны и сенатор (2002—2009).